# Baric

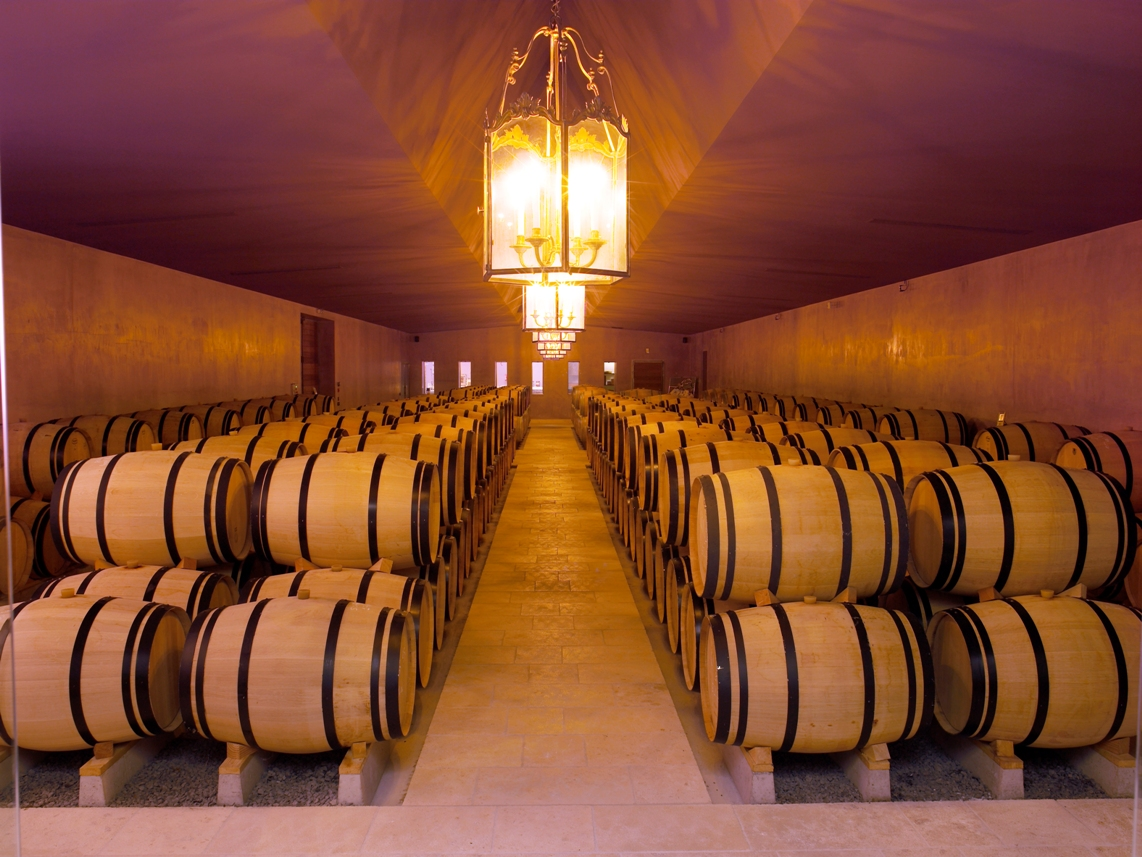

Termenul baric provine din francezul barrique și desemnează un butoi mic, care contrar butoaielor mari, butiilor sau cuvelor tronconice din lemn poate fi manipulat manual- gol nu are decât cca 45kg. Baricul clasic bordelez are o capacitate de 225l, în Bourgogne poartă numele de „pièce” și are 228l, tipologia americană are 235l. 

## Utilizare
Fabricarea baricului necesită o mare măiestrie și se ridică la rangul de artă, întrucât baricul va avea o importantă influență asupra vinului. Baricul favorizează procesele de oxidare menajată prin porozitatea lui, dar influența lui nu se oprește aici. Aceste containere de capacitate mică accelerează toate fenomenele evolutive, grație raportului optim între suprafața de contact a vinului cu lemnul și volum. Baricul transferă vinului tanini mai dulci decât cei proveniți din strugure, ajută la condensarea și polimerizarea taninilor proveniți din struguri, imprimă vinului note aromatice tipice care merg de la vanilie, brioșă și pâine prăjită, alune de copac, cocos la scorțișoară, tabac, lemn prețios, cafea și cacao prăjită, note de fumé. 

## Tipuri
Lemnul cel mai frecvent folosit este cel de stejar, deși se pot înâlni și cele de salcâm, castan, cireș sau chiar trandafir. Dintre varietățile de stejar cele mai folosite sunt:
- Quercus Sessilis, cu fibra de porozitate fină și mai puțin aromată, de tanictate medie și cu tanini dulci
- Quercus Robur, cu fibra mai grosieră, aromată și bogată în tanini, adaptat pentru vinuri roșii
- Quercus Alba, mai dur ca lemnul european, mai puțin elegant, cu fibra de porozitate grosolană, foarte bogată în arome, adaptat pentru vinurile roșii foarte structurate
Pe lânga originea și tipologia fibrei, o importanța majoră o are și gradul de ardere a baricului în timpul fabricării care poate fi lejeră - cca 5min., medie - cca 10min. sau forte de cca 15-20min. La fel contează și temperatura de ardere, de la 150 la 200 °C. Aromele variază astfel, în funcție de ardere în progresia amintită mai sus. 

## Regiuni de producție
Tipurile de fibră se pot combina pentru a realiza baricuri mixte. Regiunile cele mai importante pentru producția stejarului pentru baric sunt: Pădurea Tronçais, din Allier și zona Nevers, în Franța - Quercus Sessilis- Limousin și Poitou, în Franța- Quercus Robur- Pennsylvania și Minnesota, și mai puțin California și Oregon, în SUA - Quercus Alba. Sunt recunoscute și regiunile: Champagne, Alsacia, Lorena, în Franța, sau țările Slovenia, Croația, Serbia, Bosnia și Herțegovina, Ungaria și România. 